# Tulostoma floridanum
Tulostoma floridanum es una especie de hongo del género Tulostoma, de la familia Agaricaceae, orden Agaricales. Fue descrita por Lloyd.

## Distribución
Se distribuye en suelos ricos en materia orgánica de bosque tropical caducifolio de México, Florida y probablemente en Arizona, Estados Unidos, Cuba y Australia.